# 막심 레스티엔
막심 레스티엔(프랑스어: Maxime Lestienne, 프랑스어 발음: [maksim lɛstjɛn];, 1992년 3월 2일 ~ )는 벨기에의 축구 선수로 현재 싱가포르 프리미어리그의 라이언 시티 세일러스에서 미드필더로 활약 중이며 벨기에 청소년 대표팀 출신이다.

## 클럽 경력

### 무스크롱
RE 무스크롱 유소년팀 출신인 레스티엔은 2008년 12월 20일, 클뤼프 브뤼허 KV를 홈에서 5-1로 승리한 경기에서 80분에 아산다 시슈바의 교체 선수로 출전하며 벨기에 벨기에 프로리그 데뷔전을 치렀다.

### 클뤼프 브뤼허
RE 무스크롱이 파산한 후, 레스티엔은 자유 이적 신분이 되었다. 잉글랜드 클럽 에버턴과 네덜란드 클럽 PSV 에인트호번이 레스티엔과 계약을 하는데 큰 흥미를 보였다. 레스티엔은 2010년 1월 6일에 마침내 클뤼프 브뤼허 KV와 계약을 맺었다.

## 국가대표팀 경력
레스티엔은 2013년 5월에 열린 미국과의 친선전에 벨기에 축구 국가대표팀에 소집되었지만, 데뷔 경기를 치루진 않았다. 그는 벨기에 U-21 축구 국가대표팀에서 7경기를 출전했고, 2015년 UEFA U-21 축구 선수권 대회 지역예선전에서 키프로스 U-21 축구 국가대표팀을 상대로 53분에 페널티킥으로 1골을 넣었다.

## 수상 내역

### 클럽
클뤼프 브뤼허
- 벨기에 프로 리그 : 준우승 (2011-12), 3위 (2009-10, 2012-13, 2013-14)

 PSV 에인트호번
- 에레디비시 : 우승 (2015-16)
- 요한 크라위프 스할 : 우승 (2015)

 루빈 카잔
- 러시아 컵 : 4강 (2016-17)

스탕다르 리에주
- 벨기에 프로 리그 : 3위 (2018-19)
- 벨기에 컵 : 준우승 (2020-21)

 라이언 시티 세일러스
- 싱가포르 프리미어리그 : 준우승 (2022, 2023)
- 싱가포르컵 : 우승 (2023)
- 싱가포르 커뮤니티 실드 : 우승 (2022, 2024)
- AFC 챔피언스리그 2 : 준우승 (2024-25)

### 개인
- 싱가포르 프리미어리그 올해의 선수 : 2023
- 싱가포르 프리미어리그 올해의 팀 : 2022, 2023
- 싱가포르 프리미어리그 득점상 : 2023 (25골)
- 싱가포르 프리미어리그 어시스트상 : 2022 (23개), 2023 (21개)
- 싱가포르 프리미어리그 이달의 선수상 : 2022년 5월 / 8월, 2023년 4월 / 5월 / 6월